# Allan Hansen
Pour l’article ayant un titre homophone, voir Alan Hansen.
Allan Hansen (né le 21 avril 1956 au Danemark) est un joueur de football international danois, qui évoluait au poste d'attaquant.
Il est connu pour avoir terminé meilleur buteur du championnat du Danemark lors de la saison 1977 avec 23 buts et 1981 avec 28 buts.

## Clubs
- Dalum IF
- Odense BK
- Tennis Borussia Berlin
- Hamburger SV
- Næstved BK
- OKS
- Kvärndrup BK
- B 1967 Odense

## Palmarès
- Joueur danois de l'année : (2)
  - 1977 et 1981